# Prince of Persia 3D
Prince of Persia 3D ist ein Action-Adventure-Computerspiel, das von Mindscape entwickelt und von Red Orb Entertainment 1999 für Microsoft Windows veröffentlicht wurde. Als Prince of Persia: Arabian Nights erschien eine Portierung für Dreamcast von Avalanche Software entwickelt wurde. Es ist der dritte Teil innerhalb der Prince of Persia Reihe und der erste mit 3D-Grafik.

## Entwicklung
Serienschöpfer Jordan Mechner fungierte als Berater. An der Programmierung war er nicht mehr beteiligt.

## Handlung
Der Protagonist hat die Tochter des Sultans geheirat was dem Bruder des Sultans König Hassan missfällt, da die Hochzeit seinem Sohn Rugnor versprochen war. Er lockt das Paar in seinen Palast, wirft den Prinzen in den Kerker und schließt die Prinzessin auf ihrem Zimmer ein.

## Spielprinzip
Gesteuert wird die Spielfigur aus der Verfolgerperspektive. Der Held kann Gehen, Laufen, Kriechen, Springen, Schwimmen, Tauchen, Mauern erklimmen und an Vorsprüngen hangeln sowie von Seil zu Seil schwingen. Rätsel in Form von Schaltern und dem Verschieben von Kisten müssen gelöst werden. Mit Schwert, Kampfstab, Doppelklinge und Langbogen inklusive sechs verschiedener verzauberte Pfeile kann sich der Spieler gegen 30 unterschiedliche Gegnertypen verteidigen.

## Rezeption
Für Reinhard Fischer sei Prince of Persia 3D ein solides Action-Adventure, aber längst nicht mehr so technisch innovativ wie die beiden Vorgänger. Es sei vergleichbar mit der Tomb Raider Reihe. Der Schwierigkeitsgrad sei hoch. Chris Peller von Power Play monierte die träge Reaktion der Spielfigur. Herbert Aichinger von PC Action vermisste frische Ideen beim Gameplay. Auch die Hintergrundgeschichte sei dünn. Jochen Rist von PC Player kritisierte die Kameraführung. Ihm gefiel jedoch der orientalische Schauplatz sowie das gute Leveldesign. Sein Kollege Udo Hoffmann merkte an, dass die Level oft sehr leer wirkten. Die Kämpfe seien schablonenhaft und die Rätsel monoton geraten.